# 伊朱乌区
伊朱乌區（Ijuw District）是太平洋島國諾魯的一個行政區，位於諾魯島的東北部。地理上，東面毗鄰太平洋，北面與阿納巴爾區相接，南面為阿尼巴雷区。平均海拔20公尺（最高海拔40米）。伊朱乌區屬於阿納巴爾選區，為諾魯目前人口最少的行政區。

## 最早的村落
Adwongeo、Anebenok、Aro、Bogemaru、Eatabwerik、Eatamebure、Eatibwer、Etur、Ganokoro、Ibonga、Tieniben 和 Urigomagom，共12個。